# Манасэ Досан

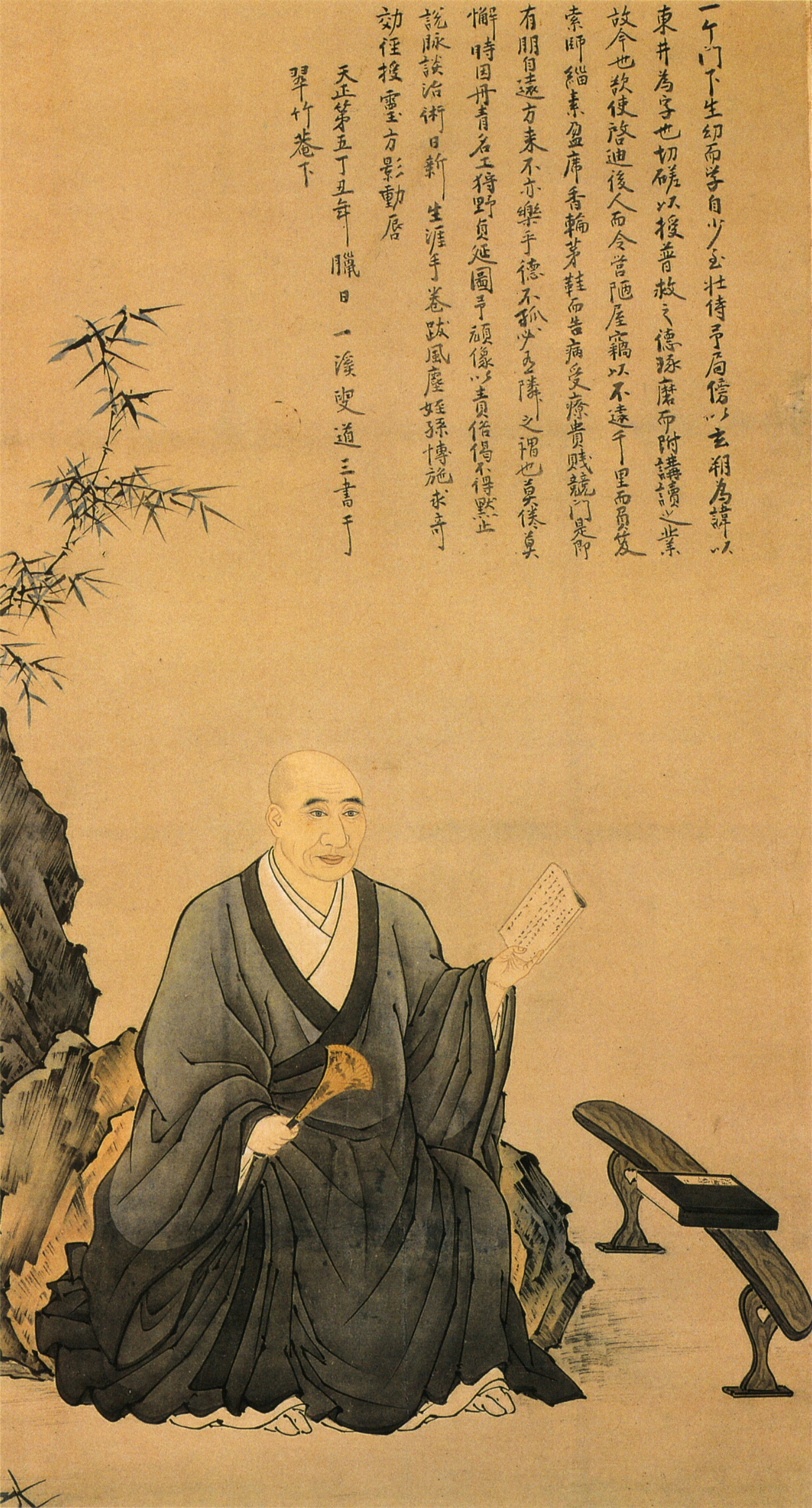

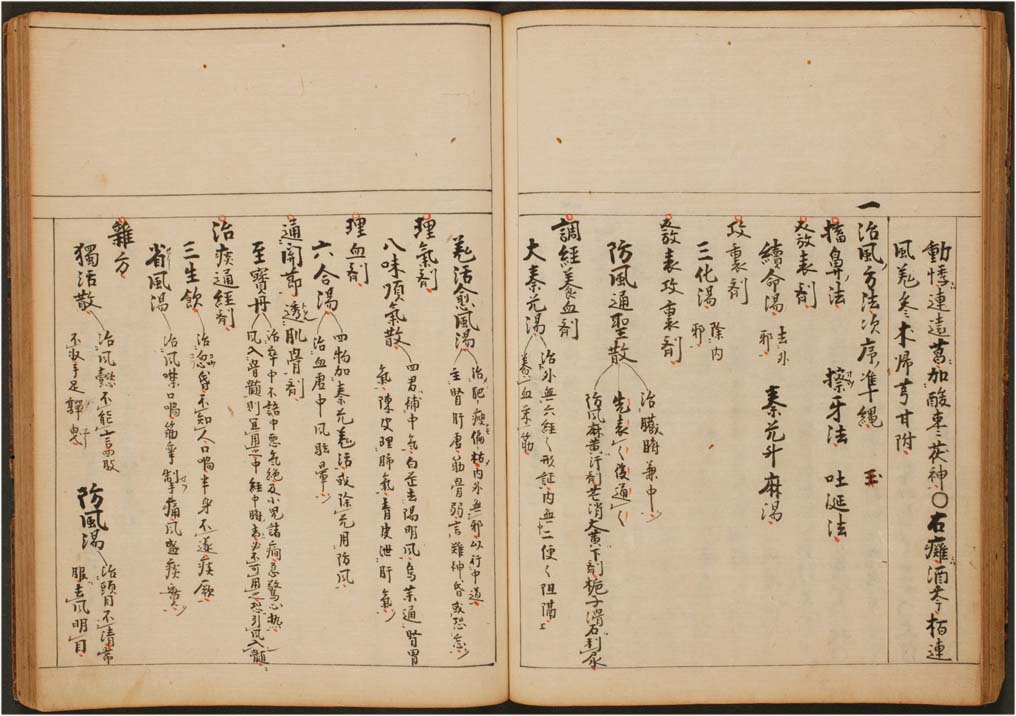
Страница «Кэйтэки-сю».

Манасэ Досан (23 октября 1507 — 23 февраля 1594) — японский лекарь периода Сэнгоку, оказавший большое влияние на развитие традиционной японской медицины и называющийся одним из трёх «великих врачевателей» Японии (наряду с Нагатой Токухоном и Тасиро Санки. Его также считают родоначальником школы медицины госэй.
Происходил из родов Сасаки (по отцу) и Тага (по матери) из провинции Оми. Остался сиротой в раннем детстве. По другим данным, согласно журналу «Записки Оми (Курита)», происходил из рода Сасаки (из которого были и отец, и мать) из деревни Кацубэ округа Курита (ныне Морияма. Его мать постоянно работала в поле, поэтому в детстве за ним присматривала сестра. После ранней смерти родителей его взяли на воспитание до достижения совершеннолетия дядя и тётя, носившие фамилию Кэй. Свои первые медицинские знания получил при дзэнском храме в Морияме; согласно легенде, из 5 км² пахотных земель, унаследованных им, в декабре 1577 года он пожертвовал один из них этому храму.
В 1516 году стал послушником в дзэн-буддийском храме Сёкоку в Киото, нищенствовал, изучал поэзию и литературу. В это время он сменил данное ему при рождении имя Татибана на Манасэ. В 1528 году отправился учиться в школу Асикага, одно из старейших научных учреждений страны, где преподавали конфуцианство, традиционную китайскую медицину, военное искусство, Книгу перемен и другие науки. Именно здесь он решил посвятить свою жизнь медицине, после того как встретился с известным лекарем Тасиро Санки и стал его учеником, изучая под его руководством трактаты средневековых китайских медиков, в первую очередь Ли Гао, также известного как Ли Дунюань (1180—1251), и Чжу Даньси.
В 1546 году вернулся в Киото и стал практикующим лекарем. Успешно вылечил от болезни сёгуна Асикагу Ёситэру, заслужив видную репутацию, благодаря чему его пациентами стали прибегать богатые и влиятельные люди, в том числе многие военачальники сёгуната. Вскоре он основал научную «Академию просвещения» (Кэйтэки-ин). Во время лечения Моно Мотонари в 1566 году написал сочинение «Сэцудзин Ява». В 1574 году написал свой самый известный труд, «Кэйтэки-сю». Император Огимати, направив к нему дзэнского монаха Сюрё с благодарственным письмом, присвоил ему почётное звание суйтику-ин. Среди его важных пациентов был также Ода Нобунага, один из наиболее значительных военачальников того времени.
Установлено, что Манасэ имел множество учеников и распространял свои знания и работы в разные концы Японии. Тот факт, что он, как указано в записках иезуитов, в 1584 году, когда лечил итальянского миссионера Ньекки-Сольдо Органтино, якобы обратился в христианство и принял крещение, подвергается сомнениям. Известно, тем не менее, что большинство его учеников записывали свои христианские имена, когда принимали крещение.
Манасэ умер в 1594 году в возрасте 88 лет, будучи посмертно вновь удостоен ранга придворного лекаря 2-го ранга. Его племянник Гэнсаку (1549—1632), усыновлённый им, и его потомки продолжали сохранять медицинские традиции Досана на протяжении нескольких поколений.
Манасэ в своей деятельности начал осторожное отделение японской медицины от традиционной китайской, бытовавшей в основном при монастырях, и одновременно стремился к систематизации знаний. Сохранившиеся истории болезней, написанные им, часто отличаются подробностью и демонстрируют повышенное внимание лекаря к роли наблюдения и опыта в процессе лечения. Этим, как считается, он заложил основы самостоятельности японской традиционной медицины.